# Тисс, Вольфганг
Вольфганг Тисс (нем. Wolfgang Thiess; 30 октября 1911 года, Берлин, Германия — 9 сентября 1943 года, Берлин, Германия) — немецкий коммунист, антифашист, член движения Сопротивления во время Второй мировой войны, член организации «Красная капелла».

## Биография
Вольфганг Тисс родился 30 октября 1911 года в Берлине, в Германии. Обучался профессии коммерсанта. До 1931 года учился в Берлин-Кройцберге. Сотрудничал с Коммунистическим союзом молодежи Германии.
После прихода нацистов к власти в Германии в 1933 году Тисс продолжил антифашистскую деятельность: писал воззвания на стенах зданий, печатал и распространял листовки. В 1937 году был арестован и приговорен к двум годам заключения, которые отбывал в тюрьме Лукау.
После освобождения восстановил связи с товарищами из движения сопротивления. Участвовал в собраниях нелегальных кружков, слушал зарубежные радиостанции и налаживал контакты с другими группами антифашистов. Через Джона Зига и Ганса Коппи, в 1939 году вышел на связь с группой Арвида Харнака и Харро Шульце-Бойзена. Познакомился с Рутхильдой Хане, с которой жил в гражданском браке. В середине мая 1942 года участвовал в расклеивании антифашистских листовок в Берлине против нацистской выставки «Советский рай».

### Арест и казнь
21 октября 1942 года Вольфганг Тисс был арестован гестапо. 21 августа 1943 года вторая палата Народного суда признала его виновным в заговоре с целью совершения государственной измены и приговорила к высшей мере наказания. В последнем письме к своей подруге он писал: «… спи спокойно, Рутхильда, милая жена и верный товарищ».

### Память
На станции метро Халлешес Тор, где Вольфганг Тисс разбрасывал антифашистские листовки, в 1988 году была установлена мемориальная доска, работы Герхарда Морицена.
Торпедный катер народной армии ГДР был назван именем Вольфганга Тисса.